# Raiden (Metal Gear)
Raiden (japonês: 雷電), nome verdadeiro Jack (ジャック Jakku), é um personagem ficcional e um dos protagonistas da série de jogos eletrônicos Metal Gear da Konami. Criado por Hideo Kojima e desenhado por Yoji Shinkawa, Raiden é apresentado na série como o principal personagem do jogador em Metal Gear Solid 2: Sons Of Liberty . No primeiro jogo, ele parece ser um membro da unidade de operações especiais FOXHOUND, participando de sua primeira missão. Apesar de começar como um novato, é posteriormente revelado que ele foi soldado criança liberiano. Raiden aparece como personagem coadjuvante em Metal Gear Solid 4: Guns of the Patriots e retorna como personagem principal em Metal Gear Rising: Revengeance, ambos lidando com sua vida passada e presente de soldado.
A ideia de criar Raiden veio do desejo de Kojima de ver Solid Snake, o principal protagonista da série Metal Gear, a partir de um ponto de vista diferente, sendo inspirado pelas histórias de Sherlock Holmes. A inclusão de Raiden permaneceu um segredo até o lançamento do jogo; apesar das reações negativas de alguns jogadores, a equipe gostou do personagem. Seu papel de estreia como protagonista de Sons of Liberty ficou controverso por duas razões: a substituição inexplicada do herói Solid Snake e a aparência andrógena de Raiden. Alguns críticos defenderam o personagem, afirmando que os fãs estavam apenas bravos pela retirada do primeiro e que o segundo era simpático. Mesmo com essa recepção mista, Raiden foi muito elogiado por seu papel e novo desenho em Guns of the Patriots e ainda mais pelos mesmo motivos em Revengeance.

## Desenho de personagem

### Criação e aparência
De acordo com Hideo Kojima, criador da série Metal Gear, a decisão de fazer um novo personagem substituir Solid Snake na maior parte de Metal Gear Solid 2 veio de sua vontade em desenvolver o protagonista a partir de uma perspectiva de terceira pessoa. Kojima também afirmou que o personagem de Raiden e sua percepção pelo público eram importantes para o sentimento geral da história. A ideia de ter um segundo personagem principal veio dos contos e romances de Sherlock Holmes em que o narrador não era o personagem título, porém seu amigo Dr. Watson. Yoshikazu Matsuhana, assistente de direção no projeto, não estava seguro sobre a decisão; ele achava que Raiden era um "personagem com aparência fraca", porém decidiu seguir Kojima. O codinome "Raiden" foi inspirado na aeronave histórica Mitsubishi J2M Raiden, utilizada pelo Serviço Aéreo da Imperial Marinha Japonesa. Originalmente, foi planejado que seu nome fosse escrito em katakana como "ライデン", porém foi alterado para a forma kanji de "雷電", já que o original era muito semelhante ao "Laden" de Osama bin Laden em katakana, "ラーディン". A relação de Raiden e Rosemary foi inspirada pelas experiências pessoais de Kojima com sua namorada; seus nomes, Jack e Rose, são referências aos protagonistas do filme Titanic. É considerado que Raiden em Metal Gear Solid 2 é uma representação do jogador através das experiências entre jogador e personagem durante o jogo.

Desenho conceitual de Raiden em Metal Gear Solid 2: Sons of Liberty, por Yoji Shinkawa.

Kojima recebeu muitas cartas de fãs; uma delas era de uma menina que afirmou que não queria jogar um jogo em que o protagonista era um homem velho. Ele levou isso em consideração, projetando, junto com sua equipe, um personagem que fosse mais atraente para as mulheres, resultando na aparência de Raiden. O desenhista Yoji Shinkawa falou que ele e os outros desenhistas de personagem se inspiraram no arquétipo bishōnen para a aparência de Raiden. A equipe o projetou com cuidado já que era novo, lhe dando cabelo branco para simbolizar sua introdução. Shinkawa também admitiu que Raiden acabou ficando com uma aparência um pouco feminina. Sua roupa, o Traje de Caveira, foi difícil de ser projetado até que a equipe chegou em um conceito de "ossos". Shinkawa queria que o personagem fosse sexualmente atraente, enfatizando o quão apertada é a roupa.
A Konami manteve em segredo o protagonismo de Raiden em Sons of Liberty até o lançamento do jogo na América do Norte, chegando ao ponto de substituir Raiden por Snake nos trailers e em outros materiais de divulgação. Apesar do personagem ter aparecido em vários trailers com seu capacete de mergulho, sua presença não foi enfatizada. A presença de Raiden no jogo foi anunciada para a imprensa japonesa no dia do lançamento na América do Norte.
Kojima disse que a resposta dos fãs a Raiden foi tanto negativa quanto positiva. Apesar de aceitar uma certa recepção negativa, ele e sua equipe gostaram do personagem. O personagem de Raikov foi criado para Metal Gear Solid 3: Snake Eater como paródia de Raiden devido a recepção positiva do personagem no Japão. Para Metal Gear Solid 4: Guns of the Patriots, o novo desenho de Raiden foi uma resposta para a crítica que apenas seu rosto permaneceu em seu corpo cibernético. Shinkawa se surpreendeu com o modo que veio a ilustrar o personagem. A equipe comentou que a estreia de Raiden no trailer de Metal Gear Solid 4 foi muito bem recebida; várias revistas sobre jogos eletrônicos promoveram o título com imagens do personagem. Kojima fez comentários parecidos, indicando que gostaria de expandir o personagem em outro jogo. A primeira luta de Raiden contra Vamp em Guns of the Patriots foi muito difícil para animar e dublar devido aos movimentos cuidadosamente planejados dos dois personagens. A equipe acabou ficando satisfeita com o resultado final, considerando ser um dos melhores confrontos do jogo.

Desenho conceitual de Raiden em Metal Gear Solid 4: Guns of the Patriots, por Yoji Shinkawa.

Quando Metal Gear Rising: Revengeance ainda era conhecido como Metal Gear Solid: Rising, o ex-produtor Shigenobu Matsuyama deu pistas que o passado de Raiden como soldado criança seria elaborado e suas fraquezas como ser humano exploradas. Matsuyama queria que o personagem tivesse um papel tão forte no jogo quanto em Metal Gear Solid 2. O diretor Mineshi Kimura afirmou que ele queria que Raiden se movimentasse como nos trailers de Metal Gear Solid 4, mostrando "a furtividade da espada, e a força de nem sequer perder a arma, e o poder que você tem com essa lâmina". Matsuyama disse que eles se focariam na força de vontade e força física do personagem, assim ele seria agradável de se controlar. O desenho de Raiden mudou durante o desenvolvimento do jogo, levando a imagens promocionais diferentes. Depois do jogo sofrer um reboot para um spin-off, os desenvolvedores afirmaram que Raiden "havia crescido" em comparação com os jogos anteriores de Metal Gear, porém ele ainda tinha conflitos com sua vida passada de soldado criança na guerra civil, fazendo com que fosse um "heroi sombrio". Shinkawa desenhou o novo corpo de Raiden para enfatizar que ele era um heroi sombrio em contraste com sua personalidade em Guns of the Patriots e também comentou que o personagem ficou com uma aparência quase-humana. Raiden perdendo um olho também serve para representar sua transformação pela história. Em resposta às reclamações que Rising contradiz o final de Raiden em Metal Gear Solid 4, a equipe de Kojima Productions disse que o jogo explicaria o que havia acontecido na vida dele.
Raiden é mostrado em Metal Gear Solid 2: Sons of Liberty  como um adulto de cabelo branco que usa um traje azul e preto para missões. Em Metal Gear Solid 4: Guns of the Patriots, todo seu corpo abaixo de sua mandíbula superior foi substituído por um corpo cibernético branco; ele também teve seu sangue substituído por um artificial chamado "Sangue Branco", que requer manutenção regular. Seu corpo cibernético original – e também seu olho esquerdo – é substituído por um preto em Metal Gear Rising: Revengeance. Apesar de hábil em todos os tipos de armas, Raiden é especialista no uso de espadas que ressoam em altas frequências.

### Personalidade e representação
Em sua primeira aparição, Raiden é um novato inexperiente por ter treinado apenas com ajuda de realidade virtual. Entretanto, mais tarde é revelado que ele era um temido soldado criança – conhecido como "Jack, o Estripador" (ジャック・ザ・リッパー Jakku Za Rippā) – que matou vários inimigos em uma guerra civil e desde então tem vergonha de seu passado. Isso afetou a personalidade do personagem; Raiden passou a acreditar que é apenas útil no campo de batalha e que sua relação com sua namorada Rosemary não vai funcionar. A manipulação pelos Patriotas lhe fez acreditar que não possui livre-arbítrio. Raiden é encorajado por Solid Snake a não se preocupar com o que outras pessoas lhe dizem, mas sim a confiar apenas em si mesmo para enfrentar seus problemas.
Raiden é dublado por Ken'yū Horiuchi nas versões japonesas dos jogos, que sentiu que conseguia simpatizar com a dor do personagem; mesmo tornando-se um ciborgue, ele ainda agia como um ser humano. Quinton Flynn foi escolhido para ser a voz do personagem na versão em inglês pelo diretor de elenco Kris Zimmerman, que anteriormente já havia trabalhado com ele. Flynn lembra que teve muito tempo para desenvolver Raiden, sendo instruído por Zimmerman a usar uma voz mais velha de um personagem anterior que havia dublado. O dublador afirmou que Raiden era um de seus personagens de jogos eletrônicos favorito, explicando uma grande mudança entre seus papeis em Sons of Liberty e Guns of the Patriots.
A Kojima Productions comparou Raiden e Solid Snake quanto suas experiências e maneiras de pensar. Durante o clímax de Sons of Liberty, Raiden permanece algemado até sua luta final contra Solidus Snake, enquanto Solid Snake escapa de suas algemas para perseguir Revolver Ocelot, enfatizando a falta de liberdade do primeiro. Kojima comparou Raiden e Snake com os monstros King Kong e Godzilla, respectivamente;  o primeiro foi tirado de sua casa e sua natureza mudou ao conhecer Rosemary, enquanto que o segundo vai continuar lutando contra as ameaças da humanidade. Ao derrotar Solidus, Raiden é encorajado por Snake a confiar em si mesmo e acreditar em suas próprias escolhas. Isto é ainda abordado pela própria equipe do jogo e seu desejo de realizar um título da série Metal Gear sem Kojima. Kojima também comparou o personagem com John Rambo da série de filmes Rambo, já que os dois sempre acabam em batalhas apesar de seu desejo de uma resolução pacífica.

## Aparições

### Jogos principais
Metal Gear Solid 2: Sons of Liberty apresenta Raiden ao jogador no capítulo da usina; ele é introduzido como um membro recém recrutado da FOXHOUND com nenhuma experiência real de combate anterior a missão, tendo recebido treinamento apenas através de realidades virtuais. Ele é auxiliado através de Codec por seu oficial comandante o Coronel e por sua namorada Rosemary. O objetivo inicial de Raiden é resgatar vários reféns de um grupo terrorista conhecido como Filhos da Liberdade. Ele também recebe a ajuda do mercenário Solid Snake e da espiã Olga Gurlukovich. Enquanto a história progride, é revelado que Raiden já foi um soldado criança durante a Primeira Guerra Civil da Libéria para o líder dos Filhos da Liberdade, Solidus Snake. Ele recebeu uma vida normal depois da guerra e tentou esquecer seu passado. Porém, é revelado que uma organização clandestina conhecida como Os Patriotas está controlando suas ações, com o Coronel sendo uma inteligência artificial computadorizada, além que uma de suas espiãs tornou-se a namorada de Raiden e os dois se apaixonaram. Raiden derrota Solidus depois de ser informado pela inteligência artificial dos Patriotas que sua morte também causaria a morte de Rosemary da filha de Olga, com a primeira sendo revelada como grávida de um filho dele. Ele acaba reencontrando a verdadeira Rosemary e ambos decidem ficar juntos para criar seu futuro filho.

Raiden com seu exoesqueleto em Metal Gear Solid 4: Guns of the Patriots.

Depois dos eventos de Sons of Liberty, Raiden resgatou das mãos dos Patriotas a filha de Olga, Sunny, e foi procurar o corpo de Big Boss para Big Mama. O trauma de sua separação de Rosemary mais o aparente aborto de seu filho fez com que Raiden passasse a acreditar que seu único lugar era no campo de batalha. Em Metal Gear Solid 4: Guns of the Patriots, que se passa cinco anos depois de Metal Gear Solid 2, ele está equipado com um exoesqueleto cibernético implantado pelos Patriotas. Raiden ajuda Solid Snake em sua luta contra Liquid Ocelot, que deseja obter o poder dos Patriotas. Depois de vários encontros com os homens de Liquid, ele permanece no navio Outer Haven para proteger Snake enquanto ele desativa as inteligências artificiais dos Patriotas. No epílogo, Rosemary revela a Raiden que ela não teve um aborto; seu casamento com o coronel Roy Campbell foi uma armação para protegê-la e o filho dos Patriotas. Os dois se reconciliam.
Metal Gear Rising: Revengeance se passa quatro anos depois de Guns of the Patriots e tem o retorno de Raiden como personagem principal. Ele é mostrado como um membro da empresa militar privada Maverick Security realizando várias tarefas para conseguir dinheiro para sua família. Entretanto, ele é atacado por um grupo de terroristas chamados Desperado Enforcement LLC, que matam seu contratante primeiro-ministro N'mani e deixam Raiden quase morto. Ele é salvo por Doktor, que lhe dá um novo corpo cibernético, e começa a trabalhar contra a Desperado. Sua obsessão vingativa com a Desperado fica ainda mais pessoal ao descobrir que eles e a World Marshal Inc estão sequestrando crianças e cirurgicamente removendo seus cérebros para colocá-los em corpos cibernéticos, planejando colocá-las em um treinamento de realidade virtual baseado em seu próprio treinamento com Solidus Snake. Raiden se demite da Maverick e vai atrás dos cérebros das crianças, tendo que batalhar seu "Jack, o Estripador" interior no processo. Apesar de conseguir derrotar a Desperado, Raiden descobre que o senador Steven Armstrong estava usando as empresas militares privadas para distrai-lo enquanto tenta criar uma nova "Guerra ao Terror". Ele consegue impedir Armstrong e decide não voltar para a Maverick, tendo sua "própria guerra para lutar".

### Outras aparições
Apesar de Raiden não aparecer em Metal Gear Solid 3: Snake Eater, seu personagem foi sujeito a uma paródia na forma do personagem Major Raikov. Ele também apareceu em um trailer promocional de Guns of the Patriots, lutando pelo controle da franquia com Solid Snake em uma série de cenas cômicas. Uma sequência para o trailer foi produzida na forma de "Metal Gear Raiden: Snake Eraser", em que o personagem viaja para o passado a fim de matar Big Boss, porém falha de maneira cômica. Na versão em inglês do trailer, Raiden é dublado por Charlie Schlatter (dublador de Raikov) ao invés de Quinton Flynn. Sua versão de Sons of Liberty aparece no pacote de expansão Metal Gear Solid: Portable Ops Plus. Sua encarnação de Metal Gear Solid 4 aparece como personagem jogável em Metal Gear Online.
Em Metal Gear Solid V: Ground Zeroes, Raiden aparece em uma missão secundária chamada "Jamais Vu". Tendo viajado para o passado, ele se infiltra no Campo Ômega para auxiliar a Militaires Sans Frontières. Sua objetivo é incapacitar um grupo de soldados conhecidos como "invasores de corpos" (uma referência aos replicadores androides do jogo Snatcher, uma das obras anteriores de Kojima). Sua aparência é modelada a partir de seu desenho em Metal Gear Rising.
A adaptação em história em quadrinhos de Metal Gear Solid 2: Sons of Liberty por Alex Garner reconta o papel de Raiden na série, com algumas mudanças em sua história. É explorada sua relação com Solidus Snake quando ele se lembra de seu passado; quando está prestes a ser morto por Solidus, ele é salvo por Snake. A romantização do jogo por Raymond Benson tem pequenas modificações na história do personagem, exceto pelo momento em que recebe a espada de Olga, resultando em uma mudança na sua psique de batalha. Quando Raiden mata Solidus, ele corta a corda do mastro da bandeira no Federal Hall fazendo com que a bandeira americana caia sobre o corpo de seu inimigo. Essa cena foi deletada do jogo devido aos ataques de 11 de setembro de 2001.
Fora da série Metal Gear, Raiden aparece no jogo LittleBigPlanet como um adesivo e também como um personagem jogável. Ele fica disponível ao comprar o conteúdo para download de Guns of the Patriots. Ele é um dos personagens desbloqueáveis no jogo Evolution Skateboarding. Raiden também apareceu em Super Smash Bros. Brawl como adesivo colecionável e em Assassin's Creed: Brotherhood como uma pele alternatva do protagonista Ezio Auditore da Firenze. Ele é um dos personagens jogáveis de PlayStation All-Stars Battle Royale usando sua aparência de Revengeance.

## Repercussão

### Crítica

A aparência de Raiden em Metal Gear Rising: Revengeance foi elogiada, ao contrários das opiniões mistas sobre sua estreia.

A substituição do popular Solid Snake por Raiden em Metal Gear Solid 2: Sons of Liberty foi controversa, com a GamesRadar considerando o evento um motivo para deixar de gostar da série como um todo. O mesmo veículo criticou o papel do personagem no jogo, chamando sua inclusão de um dos piores aspectos do título. A GameAxis Unwired publicou em 2004 uma falsa entrevista com Hideo Kojima em que ele expressava arrependimento por ter criado Raiden. Marissa Meli da UGO Networks chamou Metal Gear Solid 2 de uma das maiores decepções na história dos jogos eletrônicos, citando a estreia do personagem como um dos principais problemas. Ela também comentou a aparência de Raiden, colocando-o na 12ª posição em sua lista dos personagens mais andrógenos dos jogos. O livro Playing with Videogames afirma que a inclusão de Raiden era para surpreender fãs da série Metal Gear que, ao invés de jogarem com Solid Snake, jogaram com seu oposto. O autor James Newman comenta que as reações dos fãs foram muito negativas, achando que suas expectativas haviam sido "traídas" por Kojima. Ele compara o personagem com o controverso Jar Jar Binks da série Star Wars. Os trailers cômicos de Metal Gear Solid 3: Snake Eater foram considerados por Newman como uma resposta da Konami a desaprovação dos fãs. Raiden foi mais popular no Japão, com Yoji Shinkawa comentando que isso se deu porque ele combinava com o estereótipo do herói de mangá.
Mesmo assim, Tom Bramwell da Eurogamer gostou do papel de Raiden, comentando que suas interações com outros personagens ajudou no desenvolvimento de Solid Snake. Sua introdução ganhou o prêmio de "Maior Surpresa" pela GameSpot em 2001, enquanto Dave Meikleham da GamesRadar listou sua aparição como uma das maiores reviravoltas nos jogos eletrônicos já que os trailers não o mostravam. Ele também disse que Raiden foi um "personagem surpreendentemente simpático" e achou interessante sua dinâmica com Snake. Antes da entrar na Kojima Productions, Ryan Payton afirmou que não havia se desapontado com a introdução do personagem, ligando ao fato da equipe de Sons of Liberty ter mantido em segredo sua identidade. Quinton Flynn, dublador em inglês de Raiden, foi surpreendido pela resposta dos fãs ao personagem, porém comentou que que isso também atraiu novos fãs para a série. Sobre a substituição de personagens principais, Flynn  achou que todos estavam bravos pela ideia de Raiden substituir Snake em todos os jogos subsequentes. A relação do personagem com Rosemary foi listada como a parte mais embaraçosa na franquia pela 1UP.com, com Scott Sharkey especulando sobre a vida de Kojima já que o diretor afirmou que essa parte era autobiográfica. Nick Jones da revista Play listou a cena de Raiden nu como seu quarto momento favorito da série, chamando-a de "um dos momentos mais engraçados da história dos jogos". Lisa Foiles do The Escapist o colocou em sua lista dos cinco melhores manejadores de katana dos jogos eletrônicos, dizendo que "isto não é um concurso de popularidade e Raiden se qualifica" mesmo em Metal Gear Solid 2 onde "ele é chorão, um emo e meio que um babaca".

Raiden demonstra que seus melhoramentos cibernéticos não te fazem apenas um ninja melhor – eles te deixam mais simpático também. Raiden é um dos personagens mais odiados nos jogos eletrônicos, sobretudo porque ele abruptamente substituiu Snake como o protagonista de Metal Gear Solid 2, embora não tenha ajudado que ele era propenso a acessos de lamúrias. Mesmo tendo mostrado relances de um manejo de espada igual ao amado Cyborg Ninja, os fãs o rejeitaram com força. Talvez seja por isso que o criador de MGS Hideo Kojima tenha decidido tentar reformar Raiden nos olhos dos fãs, indo até o fim com seu tributo ao Cyborg Ninja.

— Henry Gilbert
A recepção do personagem foi melhor nos jogos seguintes. Seu aparência em Metal Gear Solid 4 foi analisada por Patrick Shaw da GamePro, que comentou que ele "esteve em uma baita luta". Seu novo desenho foi elogiado por ter reduzido sua aparência andrógena, assim deixando-o mais atrativo. A UGO colocou a aparência de Raiden em Guns of the Patriots na 18ª posição de sua lista "os figurinos alternativos mais estilosos", porém Gavin Mackenzie da PLAY o listou na nona posição dos figurinos inapropriados, dizendo que apensar de ser "legal" ele tinha acessórios desnecessários. Ele também foi comparado ao desenho de ninja cibernético de Grey Fox em Metal Gear Solid. Similarmente, a GameSpot afirmou depois da aparição de Raiden no trailer de Metal Gear Solid 4 que ele "é definitivamente o herdeiro da herança quase imortal de Cyborg Ninja". A publicação também elogiou suas ações, chamando-as de "impressionantes" e comparando suas proezas àquelas do filme Robotto Hantā Kyashān. D'Marcus Beatty e Matthew Walker do Cheat Code Central chamaram sua luta contra Vamp em outro trailer de "inegavelmente o ponto alto" que faria o jogador querer jogar como o personagem no jogo.